# Lindner Ernőné Gecső Zsuzsa
Lindner Ernőné Gecső Zsuzsa (Budapest, 1915. május 25. – Budapest, 2018. február 25.) pedagógus, gránit-diplomás testnevelő tanár, címzetes egyetemi tanár.

## Életútja
Tehetős családból származik, édesapja, Gecső Jenő egy budapesti cég főmérnökeként az angolkisasszonyok Sankt Pölten-i bentlakásos intézetében taníttatta, miután az elemi iskola első 4 évét a budapesti angolkisasszonyoknál végezte. Középiskolai tanulmányait kitűnő érettségi bizonyítvánnyal a Budapesti Állami Mária Terézia Gimnáziumban fejezte be.Érettségi után a Testnevelési Főiskolán (TF) folytatta tanulmányait (1934-1938). A főiskolai tanulmányait kitűnő eredménnyel zárta és 1938. június 11-én vehette át a középiskolai testnevelő tanári diplomáját. Friss diplomásként a budai Szent Margit Gimnáziumba került, amely akkoriban új iskolaként kiváló sportolási lehetőségekkel - saját uszodával, tornatermekkel, sportpályájával - rendelkezett. Gecső Zsuzsanna német nyelven tartotta líceumi osztály testnevelési óráit. Közben a Brunszvik Teréz Óvónőképzőben is tanított testnevelést. 1939-től kinevezett tanár lett a Szent Margit Gimnáziumban, és vezető tanárként irányította a TF hallgatók tanítási gyakorlatait is.
A II. világháború után, 1948-ban államosították az egyházi irányítás alatt álló iskolákat, a leánygimnáziumtól elvették az iskolaépületet, az osztályokat széttelepítették, a gimnáziumban tanító nővéreket - az Isteni Megváltóról Nevezett Nővérek Kongregációja tagjait - elbocsátották, ők később Mezőkövesdre kerültek. A vezető tanárként végzett kiemelkedő munkásságáért Lindner Ernőné meghívást kapott 1951-ben a TF Testnevelés elmélet tanszékére, ahol a tanítási gyakorlatok megszervezését és irányítását végezte a tanszék docenseként. Az 1956-os forradalmat követő tisztogatások során, 1958-ban eltávolították a tanszékről, azzal az indokkal, hogy az egyházi iskolás múltja miatt nem alkalmas a leendő pedagógusok marxista–leninista szellemben történő oktatására. Kénytelen volt az áthelyezését kérni, így került a budafoki Budai Nagy Antal Gimnáziumba. Innen ment nyugdíjba 1972-ben a tanév végén, de óraadó tanárként még 1979-ig tanított ebben a gimnáziumban. 1989-ben rehabilitálták és átvehette az alábbi szövegű emléklapot: „Nemzet sorsát és történelmét formáló nehéz időkben tanúsított példamutató helytállásáért”. Szakmai rehabilitációja részeként a TF Egyetemi Tanácsa 1991-ben címzetes egyetemi tanári címet adományozott részére.

## Családja
1944 júliusában ment férjhez Lindner Ernőhöz (1912–1992). Nyolc gyermeke született (négy fiú és négy lány) - van köztük testnevelő tanárnő, gyógypedagógus, fogorvos, művészettörténész és biokémikus. Elsőszülött lánya négy végtagjára kiterjedő gyermekbénulást kapott, éveket töltött gipszágyban, hétszer kellett megműteni a németországi Münster Ortopéd Klinikáján. Három gyermekét kicsi korukban elvesztette. 15 unokája és 21 dédunokája van.

## Díjai, kitüntetései
- Matolay Elek Életműdíj (2002)[4]
- Magyar Arany Érdemkereszt (2015)

## Érdekességek
- Szerepelt a 2014-ben készült Dédapáim és én című dokumentumfilmben,[5] amelyben bemutatja az Argentínában élő, magyar, skót és holland gyökerekkel rendelkező, Carolina Mitchell festőművész utazását dédszülei[6] hazájába, Magyarországra. Lindner Ernőné a festőművész nagyanyjának - Bonczos Zsuzsannának - volt a testnevelő tanára a Szent Margit Gimnáziumban.